# Zabrotes spectabilis
Zabrotes spectabilis là một loài bọ cánh cứng trong họ Bruchidae. Loài này được Horn miêu tả khoa học năm 1885.